# Убийство Джилл Мар
Джилл Мар (англ. Jill Meagher) — 29-летняя ирландка, проживавшая в Австралии, которая была изнасилована и убита в ночь на 22 сентября 2012 года по дороге домой из паба в Брансуике (пригород Мельбурна, штат Виктория).
Изначально Мар была объявлена пропавшей без вести, так как не вернулась домой. Её исчезновение привлекло широкое внимание средств массовой информации, в области исчезновения Мар прошла масштабная проверка видеозаписей с камер наблюдения. Её тело было обнаружено спустя шесть дней в Гисборн Саут, примерно в 50 км от Брансуика.
В изнасиловании и убийстве Мар признался ранее судимый Адриан Эрнест Бейли. Он был приговорён к пожизненному заключению с правом досрочного освобождения не ранее, чем через 35 лет. 26 сентября 2013 года он предпринял безуспешную попытку оспорить этот срок. В мае 2015 года в связи с тремя новыми раскрытыми изнасилованиями срок Бейли продлили ещё на 18 лет, а на условно-досрочное освобождение он может претендовать уже не через 35, а через 43 года.
Дело вызвало широкий резонанс как в Австралии, так и в Ирландии, а также повлекло ряд юридических последствий.

## Жертва
Джиллиан (Джилл) Мар (в девичестве Маккеон) родилась 30 октября 1982 года в городе Дроэда (графство Лаут, Ирландия). Она провела первые годы жизни в деревне Термонфекин к северу от Дроэды.
Мар переехала в Австралию в возрасте 9 лет, когда её отец, Джордж Маккеон, устроился на работу в Перте. Она провела несколько лет в Перте, училась в начальной школе Булл-Крик и средней школе Россмойн, а в 1996 году вместе с семьёй вернулась в Ирландию. В Ирландии она училась в Дроэдской гимназии и Общественном колледже святого Оливера, затем получила степень бакалавра искусств в Университетском колледже Дублина. После окончания университета Мар работала на ирландской национальной вещательной компании Raidió Teilifís Éireann.
Мар вернулась в Австралию в 2009 году после того, как годом ранее познакомилась в Ирландии и вышла замуж за Тома Мара. После прибытия в Австралию она поселилась в Мельбурне и начала работать на Australian Broadcasting Corporation (ABC). Мар поддерживала связь со своими родителями, которые к тому времени снова переехали в Перт. В сентябре 2012 года она ездила в Перт, чтобы проведать заболевшего отца.
Мар работала администратором на ABC и иногда появлялась в эфире радиостанции 774 ABC Melbourne.

## Исчезновение
После работы 21 сентября 2012 года Мар вместе с коллегами отправилась из студии ABC Radio в бар Brunswick Green, который находился на улице Сидней Роуд, затем они пошли в Bar Etiquette (по той же улице). Джилл вышла из бара около 1:30 ночи и направилась домой, где в это время находился её муж Том.
По пути домой Мар позвонила своему брату, Майклу Маккину, и некоторое время говорила с ним об отце. Тем временем в квартире муж проснулся и, обнаружив, что жены нет дома, начал её искать. Не сумев до неё дозвониться, он обратился в полицию.
Поиски Мар привлекли широкое внимание средств массовой информации и пользователей социальных сетей. В течение следующих нескольких дней полиция штата Виктория извлекала и исследовала записи с видеокамер наблюдения. На видео, записанном перед фасадом свадебного магазина Duchess Boutique около 1:43 ночи в день исчезновения Мар, было видно, как она разговаривает с человеком в синем худи. Последний также был заснят в районе магазина четырьмя минутами ранее. Это было последнее видео, на котором Мар ещё была жива.

## Расследование, арест и признание вины
Благодаря записям с видеокамер наблюдения полиция вышла на Адриана Эрнеста Бейли, 41-летнего жителя мельбурнского пригорода Кобург, кондитера по профессии, которого сначала допросили, а затем и арестовали. Адриан Эрнест Бейли (фамилия при рождении Эдвардс) родился 14 июля 1971 года, в 1993 году получил квалификацию кондитера и имел постоянную работу. Первый раз он женился в возрасте 18 лет после того, как его подруга забеременела. Позже у пары появился ещё один ребёнок. Однако его шестилетний брак закончился разводом в 1995 году. В том же году он встретил другую девушку, во втором браке у него появилось ещё двое детей: сын и дочь. Вскоре после того, как и этот брак распался, в июле 2000 года, он поменял свою фамилию с Эдвардса на Бейли. В дальнейшем он жил в пансионате в пригороде Мельбурна Уиндем-Вейл. Бейли посещал местный спортзал, увлекался кино и музыкой.
Выяснилось, что именно Бейли был тем самым человеком в синем худи. В ходе допроса он в конечном итоге признал, что своими руками задушил Мар в переулке, а затем закопал труп. Около 10:00 вечера 28 сентября, через пять дней после исчезновения Мар, Бейли привёл полицию к месту (Блэк Хилл Роуд, Гисборн Саут), где в неглубокой могиле было зарыто её тело. Мар была задушена. Бейли обвинили в изнасиловании и убийстве, он содержался под стражей в ожидании суда. Кроме того, выяснилось, что он находился под условно-досрочным освобождением за серию преступлений на сексуальной почве. Находясь в заключении, он пытался покончить жизнь самоубийством.
На предварительном слушании в январе 2013 года рассмотрение дела было назначено на 12 марта в Мельбурнском суде магистратов. По сообщениям СМИ, в то время обвиняемый намеревался доказывать свою невиновность. 5 апреля 2013 года Бейли признал себя виновным в изнасиловании и убийстве Мар. 26 апреля он отказался признать свою вину в ряде других сексуальных преступлений, совершённых в Мельбурне начиная с 2000 года. 11 июня 2013 года он явился в суд для предварительного слушания по приговору. Судья Джеффри Неттл отменил постановление о слушании дела в закрытом судебном заседании с тем, чтобы «богатая история сексуального и другого насилия» со стороны Бейли стала достоянием общественности. 19 июня 2013 года Адриан Бейли был приговорён к пожизненному заключению с правом на условно-досрочное освобождение не ранее, чем через 35 лет.
В сентябре 2013 года Бейли подал апелляцию на приговор через местную организацию правовой помощи. В документе утверждалось, что минимальный срок был слишком длинным и что он не получил «извращённого удовольствия» от убийства Мар, как указал судья Неттл. 26 сентября 2013 года апелляция была отклонена менее чем за 10 минут после «заслушивания аргументов от адвокатов с обеих сторон [в течение примерно полутора часов] за предыдущие дни».
К марту 2015 года в ходе трёх отдельных расследований в 2014—2015 годах Бейли был признан виновным ещё в трёх изнасилованиях, совершённых до убийства Мар. Жертвами были две проститутки и голландская туристка, они заявили о случившимся, когда изнасилование и убийство Мар получило широкую огласку. Бейли к тому времени был осуждён за сексуальные преступления в отношении 12 человек. Позднее, в мае 2015 года, судья окружного суда Сью Пуллен приговорила Бейли к ещё 18 годам заключения с правом на условно-досрочное освобождение уже через 43 года.
25 июня 2015 года Бейли подал безуспешную апелляцию на два из трёх приговоров и увеличение срока без условно-досрочного освобождения.

## Общественная реакция и влияние
Социальные сети, включая Twitter и Facebook, сыграли значительную роль в придании делу огласки и помогли полицейскому расследованию. После того, как Мар пропала без вести, её коллеги по ABC пытались помочь с поисками, используя Twitter. Также в надежде найти её живой была создана группа в Facebook «Помогите нам найти Джилл Мар». К 27 сентября, через пять дней после исчезновения Мар, группа набрала более 100 тысяч «лайков».
После ареста Бейли многие страницы в Facebook, посвящённые делу, объявили его виновным ещё до оглашения результатов расследования и суда, из-за чего полиция Виктории потребовала их удаления, но этому требованию подчинились не все. В результате реакции социальных медиа Премьер-министр Виктории, Тед Белью, предположил, что может понадобиться провести реформу с целью предотвращения влияния обсуждений в социальных сетях на присяжных.
30 сентября в память Мар было организовано 30-тысячное шествие по Сидней-роуд. Шествие также было призвано подчеркнуть растущую тревогу по поводу насилия в отношении женщин, и по его следам развернулась дискуссия на новостных сайтах.

К концу июня 2013 года произошло значительное ужесточение законов штата Виктория, регулирующих условно-досрочное освобождение, которое стало прямым последствием убийств досрочно освобождёнными женщин, в том числе и Джилл Мар. Например, если условия досрочного освобождения нарушаются, это может привести к наказанию в виде лишения свободы сроком до трёх месяцев и штрафа в размере до 4200 долларов. Полиция теперь может официально принять меры, если человек нарушает условия досрочного освобождения, и преступники, осуждённые за преступления, связанные с насилием над личностью, будут автоматически возвращаться в тюрьму, если нарушение было серьёзным. В июне 2013 года премьер штата Виктория, Денис Наптин, прокомментировал ситуацию: 
Нет никаких сомнений, система подвела Джилл Мар. При тех изменениях, которые мы уже ввели, преступник был бы ещё в тюрьме, а не на улице. Наши действия - это тот минимум, который мы можем сделать, чтобы быть уверенными, что это никогда не повторится.
 В августе 2013 года бывший судья Верховного суда Ян Каллинан порекомендовал внести ещё 23 изменения в систему условно-досрочного освобождения штата. В частности, он рекомендовал ввести постоянно действующую комиссию по помилованию взамен временно назначаемых и обязать заключённых доказывать, что риск новых нарушений с их стороны низок, до того, как они будут отпущены под честное слово. Также рекомендовалось запустить электронную базу данных вместо процедуры, основанной на бумажных личных делах, с тем, чтобы полиция могла немедленно ставиться в известность в случае ареста условно-досрочно освобождённого преступника.
В марте 2015 года подверглась критике система баз данных ДНК, используемая полицией Виктории. В частности, осталось неясным, почему ДНК Бейли, полученная в ходе расследования сексуальных домогательств другой женщины в 2001 году, не была внесена в базу полиции Виктории.
В марте 2015 года разразился скандал, когда католический священник сказал пастве в начальной школе Сент-Кристофер в Мельбурне, что если бы Мар была более верующим человеком, она «была бы дома в постели и не шла бы по Сидней-роуд в три часа утра». Позже представители римско-католической церкви принесли извинения за слова священника.
В апреле 2015 года коронер штата планировал провести дополнительное расследование по факту смерти Мар в связи с убийством, совершённым недавно помилованным преступником при схожих обстоятельствах, но его заявление не одобрили. Однако эти планы не были реализованы, а родственники Мар заявили прессе, что хотели бы закрыть этот вопрос и не поддерживают новое расследование.

## Память
На Блэк-Хилл-роуд в районе Мельбурна Гисборн-Саут, на месте обнаружения тела Мар, первоначально была установлена гравированная 50-килограммовая гранитная плита с мемориальной доской. Местный совет позже постановил убрать мемориал «с разрешения семьи и с учётом мнения сообщества Блэк-Хилл-роуд». Совет заявил, что местные жители были недовольны продолжающимся вниманием к их району и жаловались на связанный с этим возросший объём автомобильного движения. В то же время другие жители района выразили разочарование этими действиями совета.

В сентябре 2012 года на Хосьер-лейн в Мельбурне неизвестный художник создал памятную надпись «Покойся с миром, Джилл» в стиле стрит-арт. К началу ноября того же года 20-метровая фреска была почти полностью закрашена другими уличными художниками. Лорд-мэр Мельбурна Роберт Дойл заявил: 
Уличные художники вначале создали памятную надпись, а теперь её закрасили. Лично я предпочёл бы, чтобы хотя бы имя Джилл оставалось в качестве исходного посыла, но это, очевидно, уже невозможно.
 С учётом временного характера таких работ премьер штата Виктория Тед Белью заявил: 
Дань Джилл Мар была явно отдана в духе переулка Хосьер, знаковой части Мельбурна, и нет сомнений, что эта тенденция будет продолжаться.